# Лекар
Лекар (често и доктор медицине) је здравствени радник који лечи, односно бави се људским здрављем и болешћу. У смислу професије то је особа која је завршила медицински факултет и тиме испунила услове за професионално бављење медицином. Особа која се бави здрављем животиња назива се ветеринар, односно правилније ветеринарски лекар и има титулу доктор ветеринарске медицине. Лекар промовише, одржава, или обнавља здравље кроз проучавање, дијагнозу, прогнозу и лечење болести, повреда и других физичких и менталних оштећења. Лекари могу да усредсреде своју праксу на одређене категорије болести, типове пацијената и методе лечења — познате као специјалности — или могу да преузму одговорност за пружање континуиране и свеобухватне медицинске неге појединцима, породицама и заједницама — познате и као општа пракса. Медицинска пракса захтева и детаљно познавање академских дисциплина, као што су анатомија и физиологија, патофизиологија и њиховог лечења — наука о медицини — као и знатну компетентност у њиховој примени у пракси — уметност или занат медицине.
Улога лекара и значење саме речи варирају широм света. Степени и друге квалификације веома варирају, али постоје неки заједнички елементи, као што је медицинска етика која захтева да лекари покажу пажњу, саосећање и добродушност за своје пацијенте. У многим државама, као предуслов за добијање одобрења за самосталан рад (лиценце), од лекара се захтева полагање државног стручног испита.

## Опис посла
Лекари се баве унапређењем здравља, спречавањем болести, откривањем болести, лечењем болесника и медицинском рехабилитацијом. Током студија и приправничког стажа оспособљавају се за рад у примарној здравственој заштити, односно за подручје опште медицине. Њихов посао укључује дијагностиковање болести и лечење болесника који траже помоћ у ординацији, у кући или на месту несреће. Они прегледају своје пацијенте, узимају анамнезу при чему воде рачуна о телесним, психичким и социјалним аспектима болести, упућују на контролне анализе (лабораторија, рендген, ултразвук итд.), тумаче добијене налазе и на основу тога дијагностикују болести и повреде. Процењују хитност и тежину болесниковог стања, потребу упућивања на специјалистички преглед или болничко лечење, те опасности за околину. Прописују лекове и друге начине лечења и прате ток болести и успешност лечења. Ради осигуравања целокупне здравствене заштите сарађују са другим лекарима, посебно специјалистима клиничких и других струка, патронажним сестрама и медицинским сестрама у установама за негу и рехабилитацију, физиотерапеутима, социјалним радницима и другим стручњацима.

## Модерна значења

### Специјалиста интерне медицине
Широм света се појам лекар односи на специјалисте интерне медицине или на једну од њених многобројних подспецијалности (посебно се прави разлику од специјалисте хирургије). Ово значење лекара преноси осећај стручности у лечењу лековима, а не хируршким процедурама.
Хенри VIII је одобрио повељу лондонског Краљевског колеџа лекара 1518. године. Тек 1540. године је доделио Компанији бербера-хирурга (претечи Краљевског колеџа хирурга) засебну повељу. Исте године енглески монарх је основао Регијусово професорство физике на Универзитету у Кембриџу. Новији универзитети би вероватно таквог академика описали као професора интерне медицине. Стога, у 16. веку физика је значила отприлике оно што интерна медицина чини сада.
Тренутно се лекар специјалиста у Сједињеним Државама може описати као интерниста. Други термин, болнички лекар, уведен је 1996, како би се описали специјалисти интерне медицине у САД који углавном или искључиво раде у болницама. Такви лекари сада чине око 19% свих америчких општих интерниста, који се у земљама Комонвелта често називају лекарима опште праксе.
Ова оригинална употреба, за разлику од хирурга, уобичајена је у већем делу света, укључујући Уједињено Краљевство и остале државе Комонвелта (као што су Аустралија, Бангладеш, Индија, Нови Зеланд, Пакистан, Јужна Африка, Шри Ланка и Зимбабве), као и на низу других места попут Бразила, Хонгконга, Индонезије, Јапана, Ирске и Тајвана. На таквим местима преовладавају општији енглески појмови доктор или лекар опште праксе, који описују сваког практичара (кога би Американци у ширем смислу вероватно назвали лекаром). У земљама Комонвелта, специјалисти педијатрије и геријатрије се такође описују као лекари специјалисти који су специјализовани за старосно доба пацијента, пре него за специфични систем органа.

### Лекар и хирург
Комбиновани термин „лекар и хирург” се широм света користи за опис лекара опште праксе или било ког другог лекара без обзира на специјалност. Ова употреба и даље показује изворно значење лекара и oчувава стару диференцијацију између лекара, као практичара физике и хирурга. Овај термин могу да користе државни медицински одбори у Сједињеним Државама и еквивалентна тела у провинцијама Канаде за описивање било ког лекара.

### Северна Америка
Огромна већина лекара који се школују у Сједињеним Државама имају звање доктора медицине и користе иницијале М.Д. Мањи број похађа остеопатске школе и стиче звање доктора остеопатске медицине и они користе иницијале Д.О. По завршетку медицинске школе лекари завршавају резиденцију у специјалности у којој ће практиковати. Специјалности захтевају комплетирање стажног периода након резиденције.

## Врсте
У оквиру медицине, постоје лекари опште праксе и специјалисти. Ово су називи значајнијих лекара специјалиста:
| - Хирург - Стоматолог - Интерниста - Педијатар - Гинеколог - Инфектолог - Гастроентеролог - Кардиолог - Уролог - Нефролог - Офталмолог - Епидемиолог | - Оториноларинголог - Ендокринолог - Онколог - Ортопед - Пулмолог - Хепатолог - Анестезиолог - Епидемиолог - Имунолог - Неуролог | - Психијатар - Дерматолог - Физијатар - Радиолог - Патолог - Специјалиста медицине рада - Специјалиста ургентне медицине - Специјалиста лабораторијске медицине - Специјалиста социјалне медицине - Специјалиста спортске медицине |